# スコット・アーフィールド
スコット・アーフィールド（Scott Arfield，1988年11月1日 - ）は、スコットランド・リビングストン出身のサッカー選手。ボルトン・ワンダラーズFC所属。ポジションはミッドフィールダー。元カナダ代表。

## クラブ経歴
2007年8月4日、開幕節グレトナFC戦にてトップチームデビュー。
2010年5月21日、ハダースフィールド・タウンFCに移籍し、8月7日のノッツ・カウンティとのリーグ戦でデビュー。2010-11シーズン、ウェンブリー・スタジアムで行われたチャンピオンシップ (2部) 昇格を懸けたシェフィールド・ユナイテッドとのプレーオフ決勝戦に出場し、試合はPK戦にまでもつれ込み、自身は2番手のキッカーを務め、これを成功させた。結果、8-7で見事昇格を勝ち取った。2011-12シーズンは出場機会が減少し、シーズン終了後に放出された。
バーンリーFCのトライアルを受け、2013年7月15日、バーンリーと2年契約を結んだ。2014-15シーズンにはキャリア初となるプレミアリーグに参加し、チームは降格したものの、アーフィールド自身はレギュラーとして活躍した。
2018年5月14日、レンジャーズFCに4年契約で加入した。
2023年6月、シャーロットFCに移籍した。
2024年7月12日、ボルトン・ワンダラーズFCに1年契約で移籍した。

## 代表歴
スコットランドの年代別代表として、それぞれ出場した。父親がトロント出身のため、A代表ではカナダ代表を選択し、2016年3月25日のメキシコ代表戦でデビュー。2017 CONCACAFゴールドカップのフランス領ギアナ戦で代表初得点を挙げた。